# Schule Nordermoor
Die ehemalige Schule Nordermoor im niedersächsischen Elsfleth-Moorriem, Bauerschaft Nordermoor, Nordermoor 27, im Landkreis Wesermarsch, stammt vom frühen 20. Jahrhundert.

Aktuell (2023) wird sie als Wohnhaus genutzt.
Das Gebäude steht unter Denkmalschutz (siehe auch Liste der Baudenkmale in Elsfleth).

## Beschreibung und Geschichte
Nordermoor bildet einen nördlichen Teil der sich über etwa 16 Kilometer erstreckenden Marschhufensiedlung Moorriem, die nach 1062 gegründet wurde und im 14. Jahrhundert die Struktur mit den schmalen, langgestreckten Parzellen erhielt.
Das eingeschossige giebelständige verputzte Gebäude mit reetgedecktem Krüppelwalmdach, Niedersachsengiebeln sowie Fensterrahmungen und Kantenlisenen, wurde 1906 gebaut.
Ein zweigeschossiges giebelständiges verputztes Nebengebäude von 1906 mit Satteldach, Traufgesims und geschossteilendem Band steht links neben der Schule.
Die Schule wurde 1934 geschlossen und danach zum Wohnhaus umgebaut. Die Kinder gingen ab 1937 zur Volksschule Moorriem, Eckfleth 2, an der damals 116 Schülerinnen und Schüler unterrichtet wurden.
Heute (2023) werden die Kinder an der Grundschule Moorriem (von 1937), Grundschule Elsfleth oder der Grundschule Lienen sowie der Oberschule Elsfleth unterrichtet.
Das Landesdenkmalamt befand: „… geschichtliche Bedeutung … als beispielhafte Dorfschule des frühen 20. Jhs.“